# NGC 2281
NGC 2281 في الفهرس العام الجديد، هو عنقود نجمي، يقع في كوكبة ممسك الأعنة. اكتشف في 4 مارس 1788 . بواسطة ويليام هيرشل .

## روابط خارجية
- NGC 2281 على موقع ويكي سكاي: DSS2, SDSS, GALEX, IRAS, Hydrogen α, X-Ray, Astrophoto, Sky Map, Articles and images